# J·Y·比莱
約瑟夫·尤瓦拉傑·比萊 DUNU（一等）（英語：Darjah Utama Nila Utama；1934年3月30日—），或簡稱J·Y·比莱（J. Y. Pillay），于2005年至2019年担任新加坡总统顾问理事会主席，在此期间曾于2017年短暂代理总统一职。比莱曾任職公務員長達34年，為獨立後的新加坡的经济作出重要貢獻。

## 生平
他自1972年到1996年擔任新加坡航空主席，期間將該公司打造為世界一流的航空公司；之後在1999年到2010年擔任新加坡交易所主席，次年轉任新加坡虎航主席，直到2014年。

## 榮譽
2012年，新加坡国立大学以比萊名義設立了兩個教授職位，以表彰他的貢獻；同年8月9日，他在新加坡国庆日獲授予一等尼拉烏達瑪勳章。